# Marcellus Empiricus

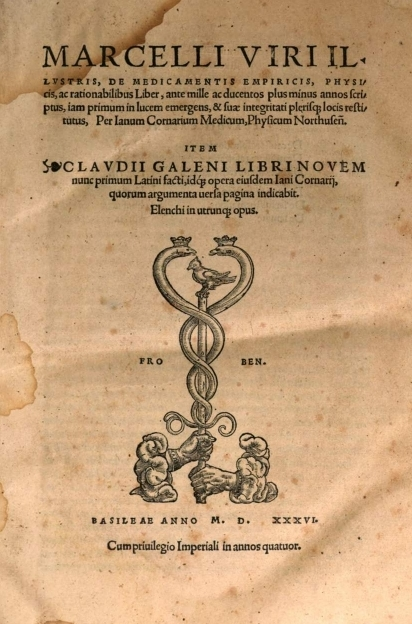
Page de titre de l'édition princeps (1536) de De medicamentis de Marcellus.

Marcellus de Bordeaux, surnommé Marcellus Empiricus, est un auteur médical latin de l'Antiquité tardive, natif de Gaule, à Bordeaux, vers le milieu du IVe siècle. Sa réputation dépassa les frontières de la Gaule, et il fut le médecin de l'empereur Théodose Ier (379-395). Il est l'auteur d'un recueil de prescriptions et de pharmacopée organisé en trente-six chapitres intitulé le De medicamentis, rédigé sous le règne de Théodose II.
Son ouvrage mêle sans distinction recettes positives, magiques et incantatoires. Il serait représentatif du déclin du rationalisme antique, en ouvrant la voie vers les remèdes magiques de la médecine médiévale.

## Éléments biographiques
Les quelques éléments assurés qu'on possède à son propos proviennent de l'épître dédicatoire de son livre. Ce n'était pas un médecin de profession, mais un « philiatre » (amateur éclairé de médecine), aristocrate et haut fonctionnaire impérial en retraite qui a composé le traité pour ses fils. La première phrase est la suivante : « Marcellus, v(ir) i(llustris), ex-mag(istro) off(iciorum) Theodosii Sen(ioris), filiis suis salutem dicit  ». « Vir illustris » était le titre porté par les sénateurs du plus haut rang, ayant exercé les charges les plus élevées dans l'administration impériale. Un « Marcellus » magister officiorum (chef des bureaux de l'administration centrale) est mentionné dans deux constitutions du Code théodosien datant de l'année 395 : 1er juin 395 (VI, 29, 8) et 24 novembre 395 (XVI, 5, 29), soit après la mort de Théodose Ier, survenue le 17 janvier de cette année ; d'autre part, sa nomination au poste est postérieure à avril 394, date d'une loi mentionnant un autre titulaire.
La Souda contient la brève notice suivante : « Μάρκελλος, μάγιστρος Ἀρκαδίου τοῦ βασιλέως, κόσμος ἀρετῆς ἁπάσης ἢ, τό γε ἁρμονικώτερον εἰπεῖν, ἀρετή τις ἔμψυχος » (« Marcellus, magister de l'empereur Arcadius, un monde fait de toute vertu, ou, pour mieux dire, une vertu animée »), confirmant que Marcellus a surtout exercé la charge au début du règne d'Arcadius,.
Un peu plus loin dans l'épître, citant ses sources, l'auteur s'exprime de la manière suivante : « aliique nonnulli etiam proximo tempore illustres honoribus viri, cives ac majores nostri, Siburius, Eutropius atque Ausonius ». L'Ausone en question doit être Julius Ausonius, père du célèbre poète et dignitaire gallo-romain, médecin de profession, natif de Bazas et installé à Bordeaux, où son fils fut longtemps maître de rhétorique avant de devenir consul et préfet du prétoire sous le règne de son ancien élève Gratien (375-383) ; on suppose donc, puisqu'il est question de « nos concitoyens et anciens », que Marcellus était lui aussi un Gallo-romain natif de Bordeaux ou peut-être Bazas. Siburius, connu par les correspondances de Libanios et de Symmaque, fut magister officiorum et préfet du prétoire de Gaule à Trèves sous Gratien. 
Une lettre de Symmaque, datée de 399, est adressée à un Marcellus qui possède une propriété en Espagne (mais n'est pas espagnol, et est retourné vivre in avitis penatibus). Il est certain qu'il était formellement chrétien : une des deux lois qui lui sont adressées par Arcadius lui prescrit de vérifier qu'il n'y ait pas d'hérétiques parmi les fonctionnaires de l'administration centrale, et s'il en trouve, de les destituer et de les chasser de la capitale, ce qui laisse supposer qu'il était lui-même chrétien orthodoxe. Il y a deux ou trois vagues références judéo-chrétiennes dans le traité, mais presque rien.
Dans l'inscription dédicatoire célébrant la reconstruction de la cathédrale de Narbonne par l'évêque Rustique (29 novembre 445), conservée dans le musée lapidaire de la ville, on lit le passage suivant : « Marcellus, Galliarum præfectus, Dei cultor, prece exegit episcopum hoc onus suscipere, impendia necessaria repromittens quæ per biennium administrationis suæ præbuit artifici Bernardo, mercedem solidorum sex centorum ad operas et cetera solvenda » ; ce préfet Marcellus est assez probablement le fils ou le petit-fils de l'auteur du De medicamentis.

## LeDe medicamentis

### Présentation
L'ouvrage se présente comme un manuel de médecine domestique constitué de remèdes pratiques, destiné à des lecteurs qui, la plupart du temps, ne devaient compter que sur eux-mêmes,, car trop souvent privés de médecins. Son époque est celle où les structures civiques de la Gaule romaine se disloquent pour donner celles des grandes seigneuries médiévales.

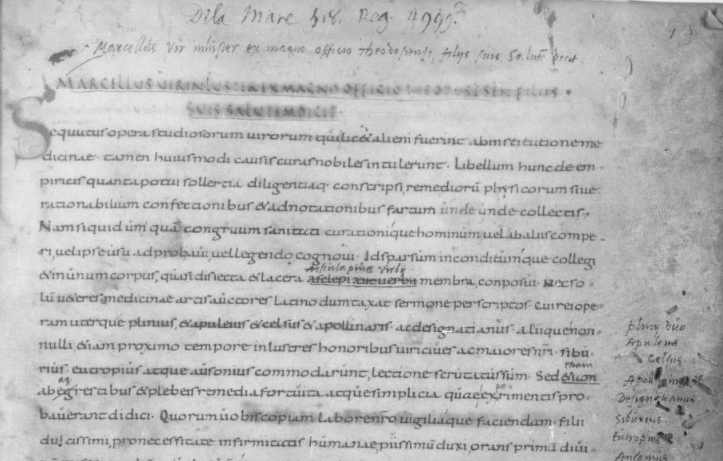
Premières lignes du De Medicamentis de Marcellus, manuscrit du IXe siècle de la BnF.

Dans la première phrase de l'épître dédicatoire, l'appellation « Théodose l'Ancien » appliquée à Théodose Ier paraît impliquer que la rédaction de ce texte est postérieure à l'avènement de Théodose II (1er mai 408). Les sources anciennes qui sont citées sont « les deux Pline », « Apulée », Celse, et deux autres auteurs appelés Apollinaris et Largius Designatianus. Une autre source évidente, mais non citée, est le De compositionibus de Scribonius Largus. Marcellus mentionne aussi, comme indiqué plus haut, trois « compatriotes » récents, et dit également avoir collecté des recettes médicales auprès des « paysans et gens du peuple ».
Après l'épître dédicatoire, l'auteur a placé une brève mise au point sur les poids et mesures en latin et en grec, puis une série de sept lettres d'auteurs médicaux (aux attributions en grande partie fantaisistes, en fait des préfaces d'ouvrages utilisés comme sources) : les trois premières (Largius Designatianus à ses fils, Hippocrate au roi Antiochus et Hippocrate à Mécène) sont en réalité trois parties ou variantes de la traduction faite par Designatianus de la lettre de Dioclès de Caryste au roi Antigone le Borgne ; la quatrième (Plinius Secundus à un ami) est la préface du De medicina du Pseudo-Pline ; la cinquième (Cornelius Celsus à G. Julius Callistus) est en fait l'épître dédicatoire des Compositiones de Scribonius Largus ; la sixième (Cornelius Celsus à Pullius Natalis) se réfère à la traduction par Celse de deux ouvrages médicaux grecs ; la septième (Vindicianus Afer à Valentinien) est due au médecin contemporain Vindicianus.
Ces préfaces sont des plaidoyers illustrant et justifiant l'idéologie de santé de l'auteur qui réclame une médecine directement accessible et efficace, à la portée du pater familias. L'ouvrage s'inscrit dans une tradition littéraire ancienne, celle des parabilia « remèdes faciles à se procurer » et des euporista (listes de recettes pour affections de la tête aux pieds).

### Contenu
Ensuite viennent les trente-six chapitres du traité proprement dit, où les remèdes sont organisés dans l'ordre des parties du corps affectées, « a capite ad calcem » (« de la tête aux pieds »), comme dans les livres de Scribonius Largus et du pseudo-Pline. À la fin, Marcellus a placé un poème De medicina en soixante-dix-huit vers, qu'il dit explicitement, dans sa préface, avoir composé lui-même.
Les remèdes de Marcellus sont généralement préparés à partir de plantes, mais aussi de quelques autres substances, et leur prise doit être accompagnée parfois de formules magiques. Le traité contient en tout 262 noms de plantes, empruntés à plusieurs langues (latin, grec, gaulois), représentant environ 130 plantes différentes (certaines très exotiques dans la Gaule de l'époque, comme le gingembre, la cannelle, le galbanum, la girofle, la tragacanthe). Parmi les autres substances utilisées, on peut relever le salpêtre d'Égypte, ou des escargots africains qu'il faut se procurer vivants. Les recettes ont souvent beaucoup d'ingrédients, en général plus de dix, et jusqu'à soixante-treize pour l'« antidotus Cosmiana » (29, 11).

### Citations
266 remèdes relèvent de la pure et simple magie. Ils se présentent en vrac dans le texte, sans distinction particulière parmi d'autres recettes positives.  Par exemple :
- Remède pour le mal de rate (23, 49) : « Boire du vinaigre avec une racine de tamaris ou une feuille de cet arbuste ramassée sur le sol. Si vous voulez tester ce remède, donnez-le à un porc pendant neuf jours, tuez-le, et vous constaterez qu'il n'a plus de rate[18]. »
- Remède pour éliminer les calculs de la vessie (26, 30) : « Enfermez un bouc à part pendant sept jours et nourrissez-le de laurier. Ensuite faites-le tuer par un garçon prépubère et collectez proprement le sang. Faites-en avaler au patient trois scrupuli (env. 4 grammes) dans un cyathus de vin (4,5 centilitres). Si vous voulez une démonstration de l'efficacité de ce remède, mettez quelques cailloux dans une vessie (ce doit être une vessie) avec un peu du sang, fermez-la et mettez-la de côté. Au bout de sept jours vous constaterez que les cailloux sont entièrement dissous[17]. »
- Test pour reconnaître si une enflure est scrofuleuse (15, 55) : « Mettez un ver de terre sur l'enflure et couvrez-le d'une feuille. Si ce sont des écrouelles, le ver se transforme en terre ; si ce n'en est pas, il reste intact. »

- Remède contre les orgelets (8, 190) : « Retirez tous les anneaux de vos doigts, mettez trois doigts de la main gauche autour de l'œil, crachez trois fois et dites trois fois RICA RICA SORO. »
- Remède pour les conjonctivites (8, 102) : « Capturez une vipère, tuez-la, mettez-la dans un pot en terre et laissez-la pourrir, jusqu'à l'apparition d'asticots. Collectez-les, écrasez-les, ajoutez un peu de safran, écrasez encore, faites un collyre en y mêlant du miel de l'Attique et du lait humain, et appliquez sur les yeux. »
- Remède pour le mal de hanche (25, 19) : « Jeûner, puis manger un testicule de lièvre cuit. »

#### Magie celtique
Le De Medicamentis de Marcellus a été utilisé pour connaitre la médecine en Gaule, le vocabulaire celtique, ou la médecine magique. Parmi les incantations magiques qui sont mentionnées, l'une (10, 35) est une adresse aux Matræ, les déesses gauloises tutélaires mentionnées dans des inscriptions. Une dizaine d'incantations de formules magiques ont été considérées comme gauloises, notamment par Georges Dottin au début du XXe siècle.
En 1974, Léon Fleuriot identifie deux incantations comme étant du gaulois (ou formées de mots gaulois), et il en propose une traduction  :
- (pour une obstruction du gosier) « xi exucricone xu criglionalsus crisu miovelor exugri conexu grilau » ( « Fuis, va-t-en, chose collante! Ésus, je veux cracher! Fuis, va-t-en, mal! ») ;
- (pour une poussière dans l'œil) « in mon dercomarcos axatison » ( « Que Marcos emmène cela (qui est) dans mon œil » ; mais il faut peut-être restituer « in mon derco[n a]marcos », cf. vieil irlandais amarc, « vision, organe de la vue »).

En 1997, selon Guyonvarc'h, il s'agit de formules de magie médicale, populaires ou savantes, déformées par une longue transmission, et dont l'origine celte reste douteuse. À l'époque de Marcellus, le gaulois était mort ou moribond, et il n'est pas nécessaire de supposer un dialecte vascon pré-celtique local.
Pour Guyonvarc'h, les travaux de Fleuriot « sont à considérer comme caducs par excès d'hypothèses ». Ces formules assurent leur efficacité par la confiance du malade astreint rituellement à réciter patiemment et sans faute une suite de mots dont la compréhension n'est pas nécessaire. « Le reste est ou n'est pas indigène. Personne ne sait, en l'état actuel des recherches, d'où cela vient et ce que cela veut dire ».

#### Noms de plantes médicinales gauloises
Ces noms, conservés par quelques auteurs gréco-romains, représentent « le plus sûr de nos connaissances médicales celtiques continentales ». Les principaux mentionnés par Marcellus sont :
- baditis : nénuphar.
- blutthagio : non identifiée, croit dans les endroits humides et guérit les maux d'oreille.
- bricumus : armoise commune.
- calliomarcus : tussilage.
- gigarus : serpentaire.
- gilarus  serpolet.
- odocos : hièble.
- ratis : sorte de fougère.
- viridis : nom brittonique d'une herbe non identifiée.
- visumarus : trèfle.

Selon Guyonvarc'h, on est parfois plus proche de la sorcellerie que de la médecine. Si le nom des plantes est celtique, la formule d'emploi peut avoir une origine toute autre. Toutes les recettes curatives de l'antiquité mentionnant des noms de plantes gauloises ne sont pas forcément l'héritage d'une médecine druidique. Même si l'origine n'est pas claire, la plupart appartiendraient à un fond méditerranéen, voire proche-oriental, à l'image de l'Histoire naturelle de Pline.

## Experimentumet magie
On peut relever l'étrangeté de cet « empirisme » de Marcellus de Bordeaux. Son surnom « Empiricus » lui a été donné au XVIe siècle par Janus Cornarius, son premier éditeur ; à cause de la phrase qui figure au début de la préface du traité ( Libellum hunc de empiricis quanta potui sollertia diligentiaque conscripsi ) et de l'insistance tout au long de l'ouvrage sur la notion d'experimentum.
Expertum ou experimentum doit se rapprocher ici du français « essai, essayé », ou du franglais « test, testé », mais sans les précautions méthodologiques prises par les médecins empiriques grecs (conditions de validité et typologie des essais). Tout remède est bon s'il a donné un bon résultat, surtout s'il a été appliqué par l'auteur lui-même, un proche témoin, ou par un grand personnage. Marcellus considère que ses lecteurs devraient se faire, comme lui, empirici, non pas disciples d'une doctrine (l'empirisme grec), mais experts du déjà utilisé comme ayant déjà réussi, y compris de la tradition guérisseuse locale, d'origine gauloise. 
Les idées de Marcellus s'appuient sur l'idée romaine de nature guérisseuse (natura ou physica) inspirées de celles de Pline l'Ancien, et d'une littérature du pseudo-Démocrite. En cela il se rapproche de Théodore Priscien. La mère nature (natura omniparens), par son réseau de sympathies et d'antipathies, réunit tous les êtres en leur donnant le moyen de se guérir mutuellement.  Les moyens magiques et les incantations, déjà testées, sont simples, bon marché et directement efficaces.

Marcellus est loin de toute école médicale :
« Il appartient à un courant puissant et typiquement romain, qui veut donner au père de famille le moyen de guérir autour de lui. Le seul bon critère pour un remède, c'est d'avoir déjà guéri quelqu'un. Ainsi, le vieil utilitarisme romain fraie la route à l'expertum médiéval. »

## Éditions
- L'editio princeps a été réalisée par Janus Cornarius, à Bâle, chez Froben, en 1536.(Digitalisat)
- de Pierre Pithon, en 1590, dans Epigrammata et poematia vetera.
- de Pieter Burmann, en 1731, dans Poeta Latini minores.
- Plus récemment, le texte a été édité par Georg Helmreich (de), à Leipzig, chez Teubner, en 1889, puis par Maximilian Niedermann, pour la même maison, en 1916. Maximilian Niedermann et Eduard Liechtenhan (éd.), Marcelli De medicamentis liber, Corpus Medicorum Latinorum, V, Berlin, Academie-Verlag, 1968.